# Robert Eddison
Robert Leadam Eddison (Blackburn, 10 giugno 1908 – Londra, 14 dicembre 1991) è stato un attore britannico.
È noto soprattutto per le sue interpretazioni nel teatro classico e, in particolare, shakespeariano: particolarmente apprezzati furono il suo Amleto all'Old Vic e il suo Feste ne La dodicesima notte, per cui vinse il Laurence Olivier Award.
Sul grande schermo, da ricordare la sua partecipazione al film Indiana Jones e l'ultima crociata (1989), nel ruolo dell'anziano cavaliere che custodisce il Graal.

## Filmografia parziale
- Vice versa, regia di Peter Ustinov (1948)
- I Was Happy Here, regia di Desmond Davis (1966)
- Il ragazzo che diventò giallo (The Boy Who Turned Yellow), regia di Michael Powell (1972)
- Indiana Jones e l'ultima crociata (Indiana Jones and the Last Crusade), regia di Steven Spielberg (1989)

## Doppiatori italiani
- Giorgio Piazza in Indiana Jones e l'ultima crociata